# Ove Aunli
Ove Robert Aunli (Orkdal, 12 de marzo de 1956) es un deportista noruego que compitió en esquí de fondo. Su esposa, Berit Kvello, también compitió en esquí de fondo.
Participó en dos Juegos Olímpicos de Invierno, obteniendo dos medallas en Lake Placid 1980, plata en la prueba de relevo (junto con Lars-Erik Eriksen, Per Knut Aaland y Oddvar Brå) y bronce en 15 km, y el cuarto lugar en Sarajevo 1984, en el relevo.
Ganó ocho medallas en el Campeonato Mundial de Esquí Nórdico entre los años 1978 y 1987.

## Palmarés internacional
| Juegos Olímpicos   | Juegos Olímpicos             | Juegos Olímpicos  | Juegos Olímpicos |
| Año                | Lugar                        | Medalla           | Prueba           |
| ------------------ | ---------------------------- | ----------------- | ---------------- |
| 1980               | Lake Placid (Estados Unidos) | Medalla de plata  | Relevo 4 × 10 km |
| 1980               | Lake Placid (Estados Unidos) | Medalla de bronce | 15 km            |
| Campeonato Mundial |                              |                   |                  |
| Año                | Lugar                        | Medalla           | Prueba           |
| 1978               | Lahti (Finlandia)            | Medalla de bronce | Relevo 4 × 10 km |
| 1980               | Lake Placid (Estados Unidos) | Medalla de plata  | Relevo 4 × 10 km |
| 1980               | Lake Placid (Estados Unidos) | Medalla de bronce | 15 km            |
| 1982               | Oslo (Noruega)               | Medalla de oro    | Relevo 4 × 10 km |
| 1985               | Seefeld (Austria)            | Medalla de oro    | Relevo 4 × 10 km |
| 1985               | Seefeld (Austria)            | Medalla de plata  | 30 km            |
| 1985               | Seefeld (Austria)            | Medalla de bronce | 50 km            |
| 1987               | Oberstdorf (RFA)             | Medalla de bronce | Relevo 4 × 10 km |